# Christlob Mylius
Christlob Mylius (* 11. November 1722 in Reichenbach bei Kamenz; † 6./7. März 1754 in London) war ein deutscher Wissenschaftsjournalist, Schriftsteller und Naturforscher.

## Leben
Christlob Mylius, Sohn des Pfarrers Caspar Mylius (1676–1742) und dessen dritter Ehefrau Marie Elisabeth geb. Ehrenhaus, studierte 1742 Medizin an der Universität Leipzig. In Leipzig war er an der Edition verschiedener Zeitschriften beteiligt.
Als Mediziner machte Mylius wenig von sich reden, allein mit seinem 1744 geschriebenen Essay Untersuchung ob man die Thiere, um physiologischer Versuche willen, lebendig eröffnen dürfe nahm er kritisch an der Diskussion über den Sinn von Vivisektion teil.
Obwohl Literaten wie Johann Christoph Gottsched und Gotthold Ephraim Lessing zu seinem engen Umfeld zählten, gelangte er im poetisch-literarischen Bereich nie zu großem Ruhm. Bekannt wurde er, weil er umgangssprachlich der „Vetter“ Lessings war (Mylius’ Vater heiratete die Schwester von Lessings Vater als zweite Ehefrau). Als Freigeist und sieben Jahre älterer Freund verschaffte er Lessing Zutritt in die höheren Kreise Berlins. Lessing veranlasste, dass der literarische Nachlass Mylius’ veröffentlicht wurde. Erhalten sind ein paar Gedichte, denen fast ausschließlich naturwissenschaftliche Themen zugrunde liegen, sowie Mylius’ Lustspiele, von denen immerhin das Stück Die Ärzte auf parodierende Weise den medizinischen Forschungsdiskurs der Frühaufklärung widerspiegelt.
Christlob Mylius war in Berlin Herausgeber der Zeitschrift Ermunterungen zum Vergnügen des Gemüths (1747) und 1748 der Berliner priviligierten Zeitung. Weitere Zeitschriften, an denen er teils als Herausgeber, teils als Mitarbeiter beteiligt war, waren Naturforscher (1747), Critische Nachrichten aus dem Reiche der Gelehrsamkeit (1751) und Physikalische Belustigungen (1751). In diesen Blättern wurden aktuelle Themen und Problemfälle der Wissenschaft auf unterhaltsame Art und Weise behandelt. Durch seine Beiträge machte Mylius als scharfsichtiger Beobachter von Zeitgenossen und Zuständen auf sich aufmerksam.
Am 25. Juli 1748 beobachtete der über die Medizin hinaus mathematisch und naturwissenschaftlich sehr interessierte Mylius die Sonnenfinsternis in Berlin.
Im Februar 1753 startete Mylius unter der Schirmherrschaft von Albrecht von Haller zu einer Expedition, „deren Ertrag – Funde seltener Gewächse, Gesteinsproben, meteorologische Beobachtungen usf. – Gelehrten in Deutschland zugute kommen soll“, nach Amerika. Haller hatte seit Januar 1751 mit dem naturwissenschaftlichen Autodidakten Mylius im Briefwechsel gestanden. Die Idee zu dieser Reise über Surinam und Britisch-Nordamerika entstand in der Königlich-Preußischen Akademie der Wissenschaften zu Berlin. Haller änderte das Reiseziel auf Eben-Ezer, Georgia, wo er deutsche Kontaktpersonen kannte. Weitere Gründe für die Auswahl dieses Zielorts der Reise, an dem Mylius sich mindestens ein Jahr aufhalten sollte, sind nicht bekannt. Eben-Ezer lag unweit der damaligen, teils umkämpften Grenzen der Kolonialmächte Amerikas; zum anderen befand sich die Gesellschaft der Kolonie nach dem endgültigen Scheitern der Sozialexperimente von James Oglethorpe in den Jahren 1752–55 im Umbruch. Mylius sollte im zweiten Jahr an der Atlantikküste entlang möglichst auf dem Landweg bis nach Pennsylvania und weiter nach Fort Oswego reisen. Im dritten Jahr sollte er die Antillen und entweder Jamaika oder Suriname bereisen. Die Finanzierung der Forschungsreise sollte durch eine Vielzahl von Sponsoren sichergestellt werden, zu deren Einwerben auch der Reisende selbst beitragen musste.
Haller, der als Präsident der Akademie der Wissenschaften zu Göttingen die Reise zu einem Projekt der Akademie machte und dafür Mylius zu einem korrespondierenden Akademiemitglied ernannte, lehnte eine Großspende aus dem Hause Österreich durch Gerard van Swieten ab, so dass die Finanzierung der Reise fragil blieb. Darüber hinaus gab es organisatorische Probleme (kurzfristige Änderungen Reiseroute, Verzögerungen bei Geld- und Postübergaben). Mylius reiste auf dem Landweg über Hamburg nach Rotterdam und erreichte am 22. August 1753 London. Er machte unterwegs umfangreiche Studien (Naturalien- und Mineralienkabinette, Bibliotheken, botanische Untersuchungen) und suchte Kontakt zu Wissenschaftlern und einflussreichen, für die Protektion der Reise nützlichen Amtsträgern, z. B. George Anson. Er sendete druckreife Aufsätze, Übersetzungen und Präparate an Haller und dessen Vertreter Samuel Christian Hollmann. Dennoch warf ihm Haller wiederholt Reiseverzögerung und Geldverschwendung vor. Die Forschungsreise scheiterte, denn Mylius starb hoch verschuldet am 6. März 1754 nach schwerer Krankheit in London.
In der kurzen Zeit, die er in England verbrachte, arbeitete er an einer Übersetzung von William Hogarths kunsttheoretischer Schrift Analysis of Beauty (1753).
Neueren Forschungen zufolge gilt Mylius als erster „Winterbezwinger des Brockens“. Bislang galt die 1777 erfolgte Erste Harzreise Johann Wolfgang von Goethes als Erstbesteigung mit Tiefschnee, doch hat Mylius den Blocksberg bereits am 24./25. April 1753 erklommen.
Sein Sohn Wilhelm Christhelf Sigmund Mylius (1753–1827) war als Übersetzer erfolgreich.

## Werke (Auswahl)
- Der Freygeist, 1746 (Zeitschrift)
- Der Naturforscher, 1747/1748 (Zeitschrift)
- Der Wahrsager, 1749
- Die Ärzte, 1745 (Lustspiel)
- Der Unerträgliche, 1746 (Lustspiel)
- Der Kuss, 1748 (Lustspiel)
- Die Schäferinsel, 1749 (Lustspiel)
- Beschreibung einer neuen grönländischen Thierpflanze, 1753 London und Hannover (online – Internet Archive)
- Vermischte Schriften, gesammelt von Gotthold Ephraim Lessing, Berlin 1754 (Reprint Frankfurt/M. 1971)

### Übersetzer
- William Hogarth: Zergliederung der Schönheit. London und Hannover 1754 (online – Internet Archive)